# 楸子
楸子（学名：Malus prunifolia），又名圆叶海棠、海棠果，为蔷薇科苹果属下的一个种，原产于中国。可以作为园艺植物，其果实可以食用且味道較為酸甜。树高3-8米，开白色花，结黄色或红色的果实。

## 扩展阅读
- 維基物種上的相關：楸子